# Olli Herman
Olli Herman, H. Olliver Twisted (ur. 19 maja 1983 w Kuopio jako Olli Herman Kosunen) – fiński wokalista glam rockowy, głównie znany z zespołów Crashdïet i Reckless Love. Jego największymi inspiracjami są Guns N’ Roses, Van Halen i Mötley Crüe.
W 2010 r. Herman wziął udział w fińskiej wojnie chórów Kuorosota, prowadząc chór z Kuopio. 

## Dyskografia

### Albumy studyjne
Z Crashdïet:
- The Unattractive Revolution (2007)

Z Reckless Love:
- Reckless Love (2010)
- Reckless Love: Cool Edition (2010)
- Animal Attraction (2011)